# 大胡郵便局
大胡郵便局（おおごゆうびんきょく）は群馬県前橋市にある郵便局。民営化前の分類では集配普通郵便局であった。

## 概要
住所：〒371-0299 群馬県前橋市堀越町1194-1
民営化直前の集配業務再編において、多くの集配普通郵便局は統括センターとなったが、当局は配達センターとされたため、民営化後も郵便事業株式会社の支店は併設されず、集配センターが併設された。

## 沿革
- 1873年（明治6年） - 大胡郵便取扱所として開設[1]。
- 1875年（明治8年）1月1日 - 大胡郵便局（五等）となる。
- 1885年（明治18年）10月1日 - 貯金取扱を開始。
- 1891年（明治24年）12月1日 - 為替取扱を開始。
- 1966年（昭和41年）12月5日 - 勢多郡大胡町大字大胡から同町大字堀越に移転[2]。
- 1969年（昭和44年）5月23日 - 城南郵便局[3]から和文電報配達業務を一部[4]を移管。
- 1969年（昭和44年）11月21日 - 電話交換業務を前橋電報電話局に移管。
- 1977年（昭和52年）4月1日 - 特定郵便局から普通郵便局に局種別改定。
- 1982年（昭和57年）9月1日 - 和文電報配達業務を前橋電報電話局に移管。
- 2000年（平成12年）8月14日 - 外国通貨の両替および旅行小切手の売買に関する業務取扱を開始。
- 2007年（平成19年）10月1日 - 民営化に伴い、併設された郵便事業前橋支店大胡集配センターに一部業務を移管。
- 2012年（平成24年）10月1日 - 日本郵便株式会社発足に伴い、郵便事業前橋支店大胡集配センターを大胡郵便局に統合。

## 取扱内容
- 郵便、印紙、ゆうパック、内容証明
- 貯金、為替、振替、振込、国際送金、国債、投資信託
- 生命保険、バイク自賠責保険、自動車保険、がん保険、引受条件緩和型医療保険
- ゆうちょ銀行ATM
- 「371-02xx」区域（前橋市（旧勢多郡大胡町域、旧勢多郡宮城村域、旧勢多郡粕川村域））の集配業務

## 風景印
- 表記は『大胡』
- 図案は『不動大滝』・『赤城温泉』・『赤城山』
- 使用開始日は1981年（昭和56年）11月20日

## 周辺
- 前橋市役所 大胡支所
- 市民文化会館大胡分館
- 前橋市立大胡中学校
- 前橋市立大胡小学校

## アクセス
- 上毛電気鉄道上毛線 大胡駅から北へ約800m（徒歩約9分）
- 北関東自動車道 駒形ICから北へ約9km
- 駐車場あり：19台